# Jump in the Fire
Jump in the Fire è un singolo del gruppo musicale statunitense Metallica, pubblicato il 20 gennaio 1984 come secondo estratto dal primo album in studio Kill 'Em All.

## Descrizione
Il testo è scritto dal punto di vista immaginario di un demone, che prova gusto nel vedere le persone che si uccidono l'un l'altra ed è perciò sicuro che andranno all'Inferno. Da qui deriva il titolo, che significa "Salta nel fuoco". I testi originali sul demo No Life 'Til Leather furono scritti da Dave Mustaine, ed erano incentrati sul sesso.
Esso fu tra i primi brani del gruppo a ricevere promozione radiofonica; inoltre nel disco sono presenti delle "finte" esibizioni dal vivo di Phantom Lord e Seek & Destroy, in quanto si trattava di registrazioni in studio con l'aggiunta di voci dei loro fan durante alcuni concerti.

## Tracce
Lato A (Studio Side)
1. Jump in the Fire – 4:41 (James Hetfield, Lars Ulrich, Dave Mustaine)

- Lato B (Live Side)

1. Seek & Destroy – 7:04 (James Hetfield, Lars Ulrich)
2. Phantom Lord – 4:52 (James Hetfield, Lars Ulrich, Dave Mustaine)

## Formazione
Gruppo
- James Hetfield – chitarra ritmica, voce
- Lars Ulrich – batteria
- Cliff Burton – basso
- Kirk Hammett – chitarra solista

Produzione
- Jon Zazula – produzione esecutiva
- Paul Curcio – produzione